# René Canuel
Pour les articles homonymes, voir Canuel.
René Canuel (né le 21 octobre 1936) est un enseignant, professeur et homme politique fédéral du Québec.

## Biographie
Né à Sainte-Odile-sur-Rimouski, il entama sa carrière politique en devenant député du Bloc québécois dans la circonscription fédérale de Matapédia—Matane en 1993. Réélu en 1997, il ne se représenta pas en 2000. Il fut également l'auteur du livre Pauvreté zéro paru en 1999.